# Rudra tenera
Rudra tenera là một loài nhện trong họ Salticidae.
Loài này thuộc chi Rudra. Rudra tenera được Elizabeth Maria Gifford Peckham & George William Peckham miêu tả năm 1894.